# 伊絲特·希克斯
伊絲特·希克斯（英語：Esther Hicks，原姓：Weaver，1948年3月5日—），是一位美國演講家和作家。她與已故的丈夫傑瑞·希克斯合著了九本書，舉辦過許多吸引力法則相關的工作坊，並出現在2006年電影《秘密》的原始版本中。
希克斯夫婦的書籍，包括吸引力法則系列，伊絲特表示「是由名為亞伯拉罕一群非物質界的意識流翻譯而來」，這是她利用「無限智慧」所做的事。
希克斯夫婦的大部分工作都以吸引力法則為主，這是威廉·沃克·阿特金森著作《思想世界中的頻率及吸引力法則》（Thought Vibration or the Law of Attraction in the Thought World）所提到的概念。

## 生平
伊絲特出生於科維爾。1948年與傑瑞·希克斯結婚，之後成為安麗的經銷商。丈夫傑瑞曾在古巴當過兩年的雜技演員，1948年起，以音樂家、主持人及喜劇演員的身分巡演了20年，2011年11月18日因癌症過世，享年85歲。

## 電影
伊絲特出現在原版《秘密》並且擔任敘述者，也是電影靈感的核心來源。在該片製作人朗達·拜恩涉及電影合約糾紛及訴訟後，撤銷原本有伊絲特參與的合約，她的鏡頭在後續發行的加長版影片中被刪去，並要求伊絲特放棄她「在這些領域的智慧財產權」。伊絲特在網路上發布了一封公開信，「對我們來說，感覺像是一場激進的行銷活動，非常不舒服。」，並收到了亞伯拉罕給她的建議：「當你得到『如果不這麼做，我們就要對你展開相關行動』的最後通牒時，你最好放下然後前進，否則總會有接連不停的要求。」這封信並沒有譴責拜恩，但澄清了為什麼伊絲特不再出現在該電影中。
伊絲特之後在YouTube發布了一則影片，進一步解釋她對《秘密》的不滿，以及最後她決定不再參與該部電影。

## 中文出版書籍
- 《情緒的驚人力量》（The Astonishing Power of Emotions），2008年，天下文化出版，ISBN 978-986-216-110-4
- 《有求必應》（Ask and it is given），2008年，繁體中文版由心靈工坊出版，ISBN 978-986-678-230-5
- 《吸引力漩渦》（The Vortex），2010年，商周出版，ISBN 978-986-120-190-0
- 《財富的吸引力法則》（Money, and the Law of Attraction），2011年，商周出版，ISBN 978-986-120-664-6
- 《這才是吸引力法則》（The Law of Attraction），2011年，商周出版，ISBN 978-986-120-859-6
- 《專注意念的驚人力量》（The Amazing Power of Deliberate Intent），2013年，商周出版，ISBN 978-986-272-349-4
- 《來自亞伯拉罕的祕密》（Co-Creating at Its Best），2015年，商周出版，ISBN 978-986-272-832-1
- 《莎拉的白魔法》（Sara, Book 1: Sara Learns the Secret about the Law of Attraction），2016年，一中心出版，ISBN 978-986-929-913-8
- 《莎拉的白魔法Ⅱ》（Sara, Book 2: Solomon’s Fine Featherless Friends），2016年，一中心出版，ISBN 978-986-929-914-5
- 《莎拉的白魔法Ⅲ》（Sara, Book 3: A Talking Owl Is Worth a Thousand Words!），2016年，一中心出版，ISBN 978-986-929-916-9

## 外部連結
- Abraham-Hicks Publications （页面存档备份，存于）